# Yvrencheux
Yvrencheux là một xã ở tỉnh Somme, vùng Hauts-de-France, Pháp.

## Địa lý
Thị trấn này có cự ly khoảng 10 dặm (16 km) về phía đồng bắc của Abbeville, trên đường D256.

## Dân số
| 1962                                                         | 1968 | 1975 | 1982 | 1990 | 1999 |
| ------------------------------------------------------------ | ---- | ---- | ---- | ---- | ---- |
| 179                                                          | 194  | 179  | 175  | 165  | 138  |
| Số liệu điều tra dân số từ năm 1962, dân số không tính trùng |      |      |      |      |      |